# شهرك (غافروبارمون)
شهرك (بالفارسية: شهرک) هي قرية تقع في إيران في هرمزغان.